# 耳叶风毛菊
耳叶风毛菊（学名：Saussurea neofranchetii）是菊科风毛菊属的植物，为中国的特有植物。分布在中国大陆的四川、云南等地，生长于海拔3,000米至3,800米的地区，多生长在林缘以及山坡灌丛草地，目前尚未由人工引种栽培。